# 2 Timóteo 2
2 Timóteo 2 é o segundo capítulo da Segunda Epístola a Timóteo, de autoria do Apóstolo Paulo, que faz parte do Novo Testamento da Bíblia.

## Estrutura
I. Conselhos ao jovem servo do Senhor
1. Como soldado espiritual, atleta e lavrador
a) Ser forte na graça divina e escolher ajudantes fiéis, v. 1,2
b) Manifestar qualidades militares de resistência e separar-se das ataduras do mundo, v. 3,4
c) Como atleta espiritual, observar as regras do jogo, v. 5
d) Agir como o lavrador que espera os frutos, v. 6
2. Verdades a considerar
a) A ressurreição de Cristo, cuja pregação provocara o encarceramento de Paulo, v. 7-9
b) O sofrimento pela igreja e o morrer com Cristo conduz à vida eterna e à honra espiritual, v. 9-12
3. Conselhos acerca de como enfrentar a heresia e a controvérsia religiosa
a) Por meio de admoestações sérias aos contenciosos, v. 14
b) Buscar ser hábil expositor da verdade, v. 15
c) Evitar palavras profanas e doutrinas estranhas que corroem a vida espiritual e destroem a fé, v. 16-18
d) Recordar a firmeza do fundamento divino e que os cristãos devem separar-se do mal, v. 19
e) Lembrar que a igreja contém objetos de honra e de desonra e que o propósito de cada crente deve ser tornar-se “útil para o Senhor”, v. 20,21
4. Conselhos acerca dos desejos pessoais e de como lidar com as contendas
a) Importância da pureza pessoal e dos bens espirituais, v. 22
b) Necessidade de evitar perguntas tolas e contendas mediante a atitude paciente diante dos oponentes, esperando que se arrependam, v. 23-26